# Dersa
La dersa est un mélange d'épices et de condiments, très utilisé dans la cuisine algérienne pour la préparation des tajines, des chtitha, des brochettes, des salades et peut servir aussi à l'élaboration de marinades,.

## Préparation
La dersa est faite à base d'ail, de paprika, de sel, de poivre, de cumin et de piment rouge frais ou séché. Dans certaines régions, il est courant d'ajouter du ras el hanout. Traditionnellement, on utilise un mehraz en bois pour piler ce mélange afin de le réduire en purée pour obtenir ainsi la dersa.